# David Greene (Leichtathlet)

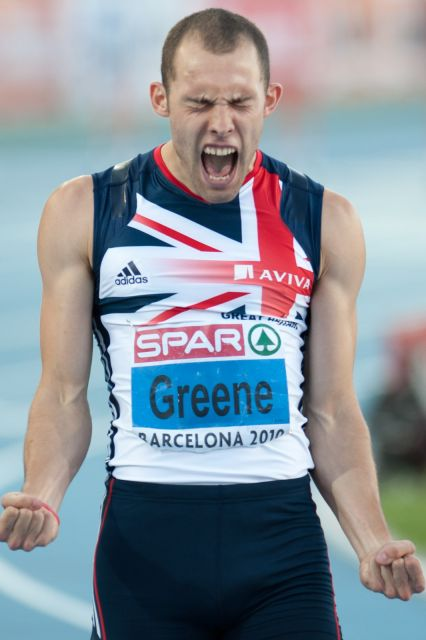
David Greene bei den Europameisterschaften 2010

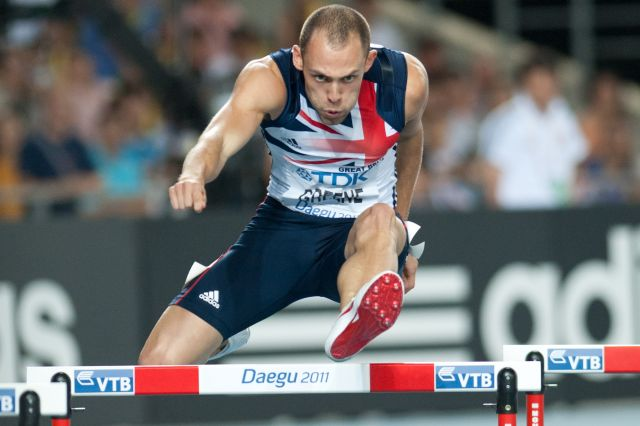
Greene bei den Weltmeisterschaften 2011

David „Dai“ Greene (* 11. April 1986 in Llanelli, Wales) ist ein walisischer Leichtathlet, der sich auf den 400-Meter-Hürdenlauf spezialisiert hat und für Großbritannien startet. Er wurde 2011 Weltmeister und 2010 Europameister.

## Leben
Er gewann 2005 die Silbermedaille bei den Junioreneuropameisterschaften in Kaunas. Dagegen schied er bei den Europameisterschaften 2006 in Göteborg bereits in der Vorrunde aus. 2007 gewann er bei den U23-Europameisterschaften in Debrecen den Titel im 400-Meter-Hürdenlauf.
Ab 2009 etablierte sich Greene im Erwachsenenbereich. Zunächst siegte er in der Superliga der Leichtathletik-Team-Europameisterschaft über 400 Meter Hürden. Bei den Weltmeisterschaften in Berlin belegte er dann in 48,68 s den siebten Rang. Außerdem war er dort auch Mitglied der britischen 4-mal-400-Meter-Staffel, die die Silbermedaille gewann. Greene selbst kam jedoch nur in der Qualifikationsrunde zum Einsatz und wurde im Finale durch Michael Bingham ersetzt.
Bei den Europameisterschaften 2010 in Barcelona wurde er mit 48,12 s Europameister über 400 Meter Hürden vor seinem Landsmann Rhys Williams.
2011 gewann Greene die Goldmedaille bei den Weltmeisterschaften in der südkoreanischen Stadt Daegu. Seine Siegerzeit betrug 48,26 s. Bei den Olympischen Spielen 2012 in London wurde er Vierter.
David Greene wurde bis Herbst 2015 von Malcolm Arnold trainiert und startet für die Swansea Harriers. Seit Herbst 2015 wird Greene von Benke Blomqvist betreut, der auch schon die Hürdensprinterin Susanna Kallur zu Bestzeiten geführt hat. In seiner Jugend spielte er Fußball im Verein Swansea City.

## Bestleistungen
- 400 m: 45,82 s, 31. Juli 2011, Birmingham
- 400 m Hürden: 47,84 s, 6. Juli 2012, Paris